# Agriothera issikii
Agriothera issikii är en fjärilsart som beskrevs av Sigeru Moriuti 1978. Agriothera issikii ingår i släktet Agriothera och familjen bronsmalar. Inga underarter finns listade i Catalogue of Life.